# Линкольн (округ, Вашингтон)
Округ Линкольн (англ. Lincoln County) — округ штата Вашингтон, США. Население округа на 2000 год составляло 10 184 человек. Административный центр округа — город Давенпорт.

## История
Округ Линкольн основан в 1883 году.

## География
Округ занимает площадь 5985,5 км2.

## Демография
Согласно переписи населения 2000 года, в округе Линкольн проживало 10 184 человек (данные Бюро переписи населения США). Плотность населения составляла 1,7 человек на квадратный километр.